# Голомидово
Голоми́дово — деревня в Советском районе Кировской области в составе Ильинского сельского поселения. 

## География
Находится на расстоянии примерно 7 километров по прямой на юг от районного центра города Советск.

## История
Известна с 1701 года как деревня Занемдежская или Голомидовская, в 1764 году учтено 155 жителей. 
В 1873 году здесь (деревня Голомидовская) было учтено дворов 15 и жителей 141, в 1905 году — 38 и 257, в 1926 году — 45 и 219, в 1950 году — 28 и 101. В 1989 году оставалось 93 жителя.

## Население
Постоянное население составляло 57 человек (русские 98%) в 2002 году, 44 человека в 2010.